# 帕金森樓
帕金森樓（Parkinson Building）是英國英格蘭西約克郡里茲的一座II級登錄建築，為希腊复兴式建筑風格。該建築是里茲大學的建築。帕金森樓的最高處是鐘塔，高57米，使其成为里茲第17高的建築。
其名来自20世纪利兹大学的赞助人弗兰克·帕金森，他捐赠了20万英镑以助其建成。该大楼始建于1938年，次年因二战爆发而停工，最终在战后的1951年11月9日由瑪麗公主（1951-1965年间任利兹大学校监）剪彩开张。